# Dirac (Charente)
Dirac és un municipi francès situat al departament del Charente i a la regió de la Nova Aquitània. L'any 2007 tenia 1.432 habitants.

## Demografia

### Població
El 2007 la població de fet de Dirac era de 1.432 persones. Hi havia 522 famílies de les quals 87 eren unipersonals (49 homes vivint sols i 38 dones vivint soles), 208 parelles sense fills, 212 parelles amb fills i 15 famílies monoparentals amb fills.
La població ha evolucionat segons el següent gràfic:
Habitants censats

### Habitatges
El 2007 hi havia 578 habitatges, 537 eren l'habitatge principal de la família, 9 eren segones residències i 31 estaven desocupats. 564 eren cases i 7 eren apartaments. Dels 537 habitatges principals, 442 estaven ocupats pels seus propietaris, 82 estaven llogats i ocupats pels llogaters i 13 estaven cedits a títol gratuït; 3 tenien una cambra, 8 en tenien dues, 29 en tenien tres, 134 en tenien quatre i 364 en tenien cinc o més. 473 habitatges disposaven pel capbaix d'una plaça de pàrquing. A 151 habitatges hi havia un automòbil i a 366 n'hi havia dos o més.

### Piràmide de població
La piràmide de població per edats i sexe el 2009 era:
| Homes | Edats   | Dones |
| ----- | ------- | ----- |
| 12    | 95 o +  | 16    |
| 8     | 90 a 94 | 8     |
| 12    | 85 a 89 | 16    |
| 4     | 80 a 84 | 12    |
| 4     | 75 a 79 | 20    |
| 16    | 70 a 74 | 8     |
| 40    | 65 a 69 | 32    |
| 36    | 60 a 64 | 32    |
| 24    | 55 a 59 | 28    |
| 60    | 50 a 54 | 44    |
| 68    | 45 a 49 | 48    |
| 72    | 40 a 44 | 76    |
| 60    | 35 a 39 | 60    |
| 48    | 30 a 34 | 48    |
| 28    | 25 a 29 | 44    |
| 24    | 20 a 24 | 36    |
| 44    | 15 a 19 | 32    |
| 44    | 10 a 14 | 48    |
| 48    | 5 a 9   | 44    |
| 28    | 0 a 4   | 32    |

## Economia
El 2007 la població en edat de treballar era de 918 persones, 698 eren actives i 220 eren inactives. De les 698 persones actives 647 estaven ocupades (347 homes i 300 dones) i 51 estaven aturades (22 homes i 29 dones). De les 220 persones inactives 102 estaven jubilades, 63 estaven estudiant i 55 estaven classificades com a «altres inactius».

### Ingressos
El 2009 a Dirac hi havia 565 unitats fiscals que integraven 1.466 persones, la mediana anual d'ingressos fiscals per persona era de 20.688 €.

### Activitats econòmiques
Dels 51 establiments que hi havia el 2007, 1 era d'una empresa extractiva, 3 d'empreses alimentàries, 3 d'empreses de fabricació d'altres productes industrials, 16 d'empreses de construcció, 10 d'empreses de comerç i reparació d'automòbils, 1 d'una empresa de transport, 3 d'empreses d'hostatgeria i restauració, 1 d'una empresa d'informació i comunicació, 1 d'una empresa financera, 2 d'empreses immobiliàries, 6 d'empreses de serveis, 1 d'una entitat de l'administració pública i 3 d'empreses classificades com a «altres activitats de serveis».
Dels 20 establiments de servei als particulars que hi havia el 2009, 4 eren tallers de reparació d'automòbils i de material agrícola, 4 paletes, 2 guixaires pintors, 2 fusteries, 3 lampisteries, 3 electricistes, 1 empresa de construcció i 1 perruqueria.
L'únic establiment comercial que hi havia el 2009 era una fleca.
L'any 2000 a Dirac hi havia 27 explotacions agrícoles que ocupaven un total de 770 hectàrees.

## Equipaments sanitaris i escolars
El 2009 hi havia una escola elemental.

## Poblacions més properes
El següent diagrama mostra les poblacions més properes.